# 원효학술상
원효학술상은 불교 대중화에 앞장섰던 신라 승려 원효를 기리며 불교사상의 현대적 조명과 한국철학의 세계화를 주도할 인재를 발굴할 목적으로 대한불교진흥원과 원효학술상운영위원회가 2009년 제정한 학술상이다. 이한구 성균관대 철학과 교수, 박찬국 서울대 철학과 교수, 윤원철 서울대 종교학과 교수, 소운 스님(서울대 종교문제연구소) 등 7인으로 학술상 제정을 위한 위원회를 구성했다.

## 역대 수상자

### 2010년 1회
- 교수 부문 대상 ‘원효의 대승철학’을 저술한 김형효 한국학중앙연구원 명예교수(70)
- 강사 부문 대상 홍성기(54) 아주대 특임교수
- 학생 부문 서울대 종교학과 대학원 박사과정 안환기(43)[2]

### 2011년 2회
- 교수 부문 논문 우수상 박태원 울산대 철학과 교수 논문 ‘간화선 화두간병론과 화두의심의 의미’
- 비전임 교수 부문 저서 우수상 서울대대학원 강사 명법(明法) 스님  ‘선종과 송대 사대부의 예술정신’
- 학생 부문 논문 동상 수상자 서울대 철학과 박사 과정 최성호‘담연의 수행론에서 돈(頓)·점(漸) 개념 용례 분석’

### 2012년 3회
- 교수부문 우수상 한자경 이화여대 교수 저서 '불교철학과 현대 윤리의 만남'
- 비전임교수부문 대상 권서용 부산대 강사 '다르마키르티와 불교인식론'
- 학생부문 은상 논문 '범망경 보살계와 유식학파 보살계의 비교 연구'를 쓴 이상엽(서울대 대학원 재학)
- 학생부문 동상 '한중 선사들의 유가 중화설(中和說)에 대한 담론 비교 연구-감산·지욱 선사를 중심으로'를 발표한 문광 스님(국사편찬위원회 사료연수과정)[3]

### 2013년 4회
- 교수부문 우수상:   고대 인도 불교의 성격에 대한 고찰에서부터 인도불전 한문 번역과 그 역사적 변화가 가진 의미에 대해 일관된 시각에서 기술한 저서 <불교와 불교학 : 불교의 역사적 이해> 조성택 고려대 교수
- 비전임 교수 부문 우수상: 위기에 직면한 한국불교의 역동적 에너지를 복원해 시대적 요청에 부합하는 불교의 실천적 방향으로 제시한 <초기불교의 사회적 실천> 김재영 동방불교대 교수
- 비전임교수 우수상: 경전이나 원효의 저술을 참고해가며 ‘회통의 판정과 방법’, ‘회통의 논거와 논증’에 중점을 두며 논한  김영일 동국대 BK21 연구교수 <원효의 화쟁논법 연구-화쟁의 실례를 중심으로> 논문
- 학생부문 논문 은상: 칸트철학에 대한 깊이 있는 이해에 입각해 법성종의 윤리사상을 체계적인 윤리이론으로 형성하려 했던 연세대 철학과 박사과정 송진섭  <대승불교 윤리이론이 지닌 정형적 형식에 대한 고찰-법상종에 대한 해석을 중심으로>[4]

### 2014년 5회
- 교수부문 우수상:  불교와 니체 사상을 비교 연구하며 두 사상 간의 유사성과 차이점을 폭넓게 접근한 박찬국 교수 저서 <니체와 불교>
- 박사과정 후 비전임교수 부문 우수상: 유식철학의 대표적인 저술인 ‘유식 30송’을 심리학의 눈으로 해석해 심리치료에 적용하려는 서광스님 <치유하는 유식읽기>
- 석·박사과정 학생 부문 은상: 목적이 현대사회에 치유불교운동으로서 역할을 하는 강미자(동국대 경주캠퍼스 대학원 불교학과 박사과정)  논문 ‘불교에서 본 정신분석-무아(無我)를 중심으로’[5]
- 석·박사과정 학생 부문 동상: 우동필(전남대 대학원 철학과 박사과정) 논문 ‘십이연기에서 오온’

### 2015년 6회
- 교수 부문 우수상: 김종욱 동국대학교 불교학부 교수 <원효와 하이데거의 대화>[6]
- 비 전임교수 부문 장려상: 박범석 서울대 종교문제연구소 연구원 논문 ‘인권 개념의 불교교육적 쟁점’
- 학생 부문 은상: 서울불교대학원대학교 불교학과 박사과정 김배호 논문 ‘차 명상을 통한 여실지견의 현대적 활용-초기불교의 육내외입처 수행을 중심으로’

### 2016년 7회
- 교수 부문 대상: 이재성 부산대 영문과 교수 영문 저서 <포스트모던 윤리학, 공, 그리고 문학:동양과 서양의 만남>[7]
- 특별상: 이도흠 한양대 국문과 교수 <인류의 위기에 대한 원효와 마르크스의 대화>
- 비전임 교수 부문 대상: 이창숙 전 동국대 강사 <불교의 여성성불 사상>
- 학생 부문 은상: 고려대 대학원 철학과 송남주
- 학생 부문 동상: 동국대 불교대학원명상심리상담학과 이화순[8]

### 2017년 8회
- 교수 부문: (수상자 없음)
- 비전임 교수 부문 우수상: 이병욱 고려대 강사 <불교사회사상의 이해>
- 학생 부문 은상: 서울대 대학원 철학과 박사과정의 김태수 영어 논문「The Validity of a Robinsonian Interpretation of the Nāgārjuna's Logics of Catuṣkoṭi: Comparing Prasaṅga with Hegel's Dialectics(용수 사구 논리에 대한 로빈슨식 해석의 타당성 : 귀류논법과 헤겔 변증법의 대비를 중심으로」
- 학생 부문 동상: 중앙승가대 대학원 박사과정 정헌 스님 논문「염불선 연구 - 청화의 염불선을 중심으로」[9]